# رأس نواذیبو
رأس نواذیبو (عربی: رأس نواذيبو) یک شبه‌جزیره، رأس یا دماغه‌ای ۶۰ کیلومتری (۳۷ مایل) است که توسط مرز میان موریتانی و صحرای غربی در ساحل آفریقایی اقیانوس اطلس تقسیم شده است. رأس نواذیبو به‌صورت بین‌المللی با عنوان کابو بلانکو (Cabo Blanco) در زبان اسپانیایی و کپ بلانک (Cap Blanc) در زبان فرانسوی شناخته می‌شود که در هر دو زبان به معنای دماغه سفید است.
در سده‌های ۱۴ و ۱۵ میلادی، فعالیت‌های ماهیگیری توسط ماهیگیران اسپانیایی در نزدیکی جزایر قناری انجام می‌شد، این موضوع الهام‌بخش اسپانیا برای افزایش توجه به بخشی از سواحل بیابانی آفریقا است که امروزه صحرای غربی نامیده می‌شود.